# Orthogonioptilum grootaerti
Orthogonioptilum grootaerti is een vlinder uit de familie nachtpauwogen (Saturniidae). De wetenschappelijke naam van de soort is voor het eerst geldig gepubliceerd in 2014 door Thierry Bouyer.

## Type
- holotype: "male. 5-6.VI.2013. leg Th. Bouyer & J. L. Wetsi Lofete. Barcode CTBB-0609"
- instituut: IRSNB. Brussel, België
- typelocatie: "R.D. Congo, Province oriëntale, Yangambi"